# Rattiszell
Rattiszell é um município da Alemanha, situado no distrito de Straubing-Bogen, no estado da Baviera. Tem 22,16 km² de área, e sua população em 2019 foi estimada em 1.492 habitantes.